# Iszfara
Iszfara  (tádzsik: Исфара) város Tádzsikisztán északi részén, Szugd tartományban. Az Iszfarai járás székhelye. 

## Fekvése
Az Iszfara folyó mellett fekvő település.

## Leírása

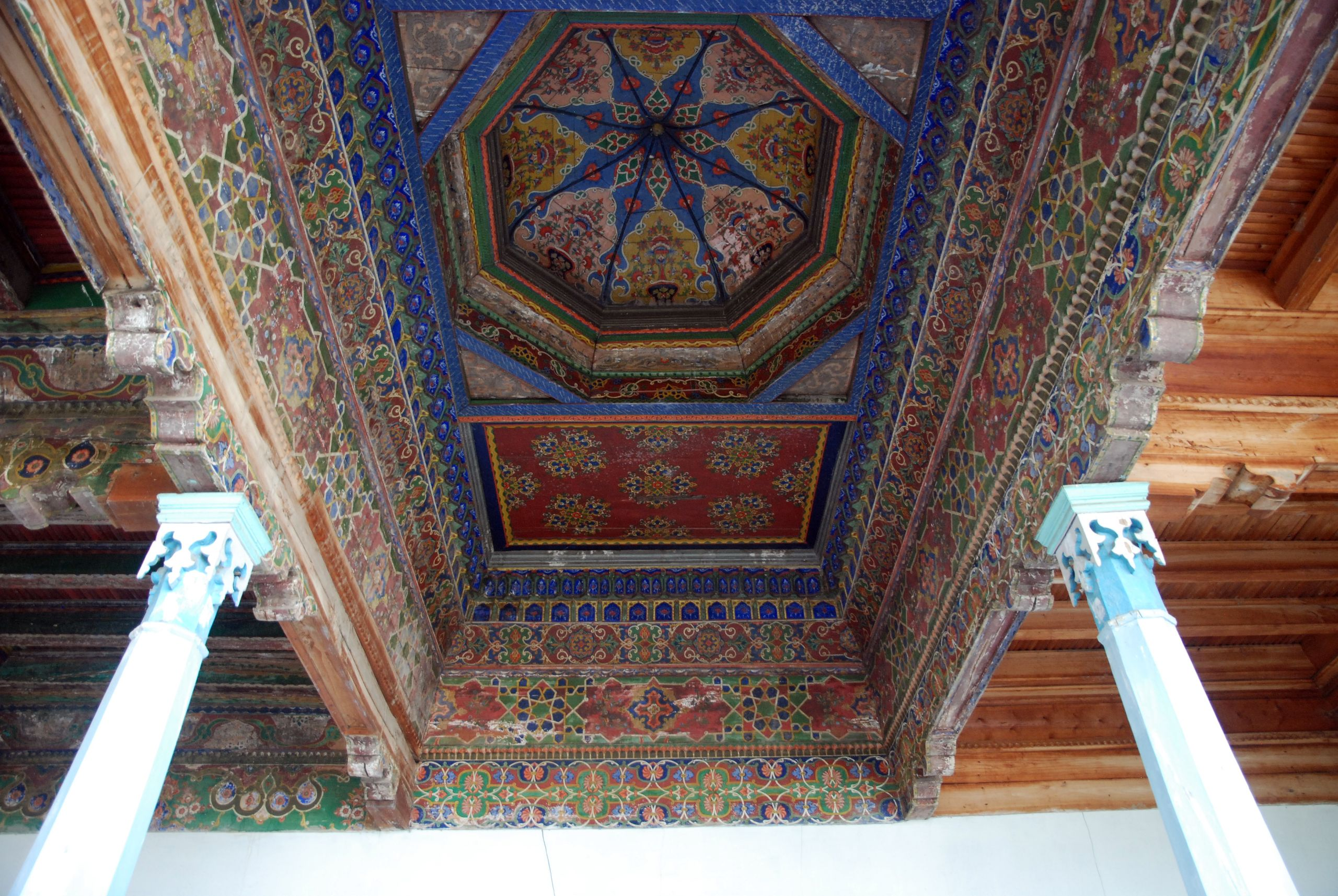
Iszfara, díszített épületrészlet

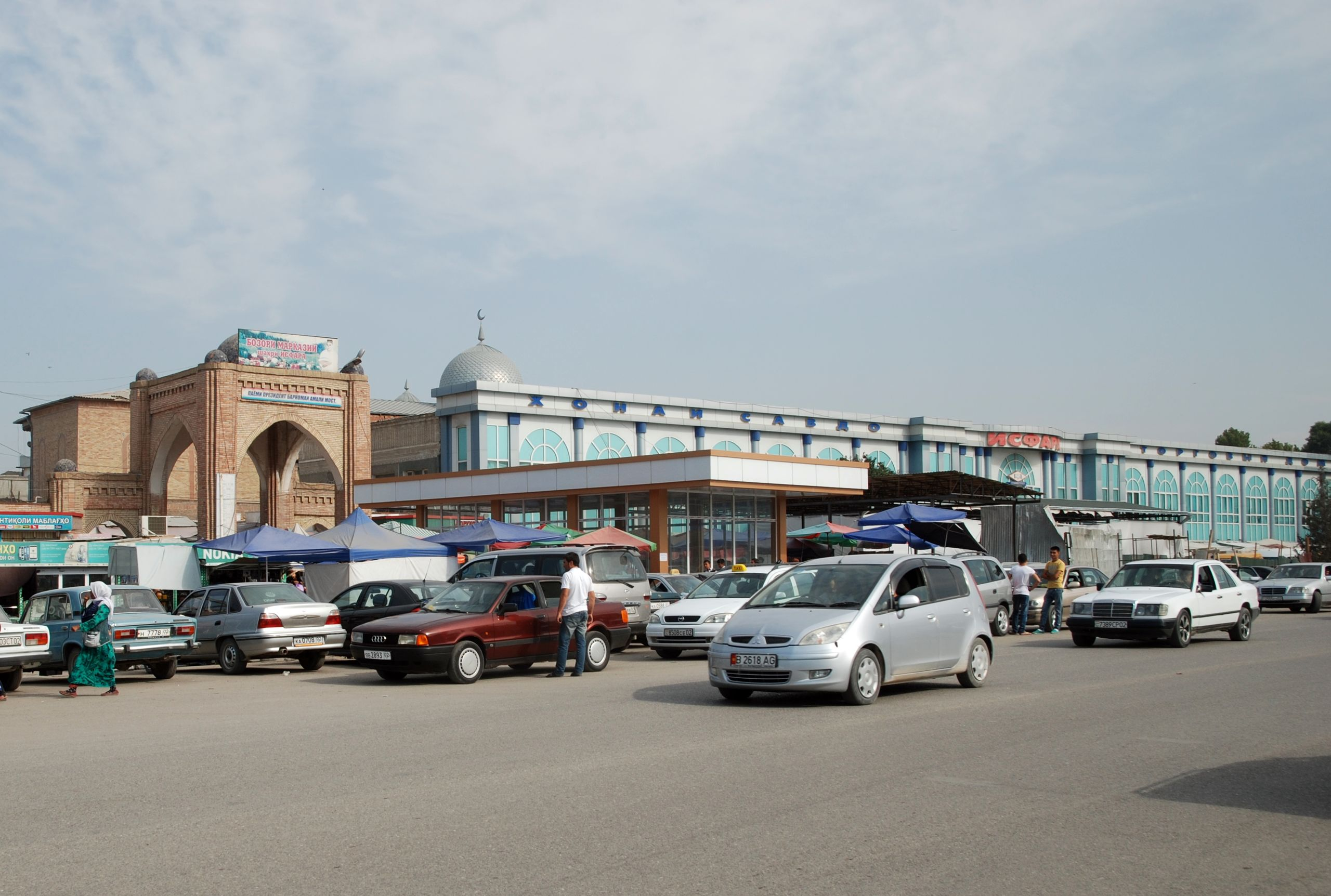
Iszfara, bevásárlóközpont

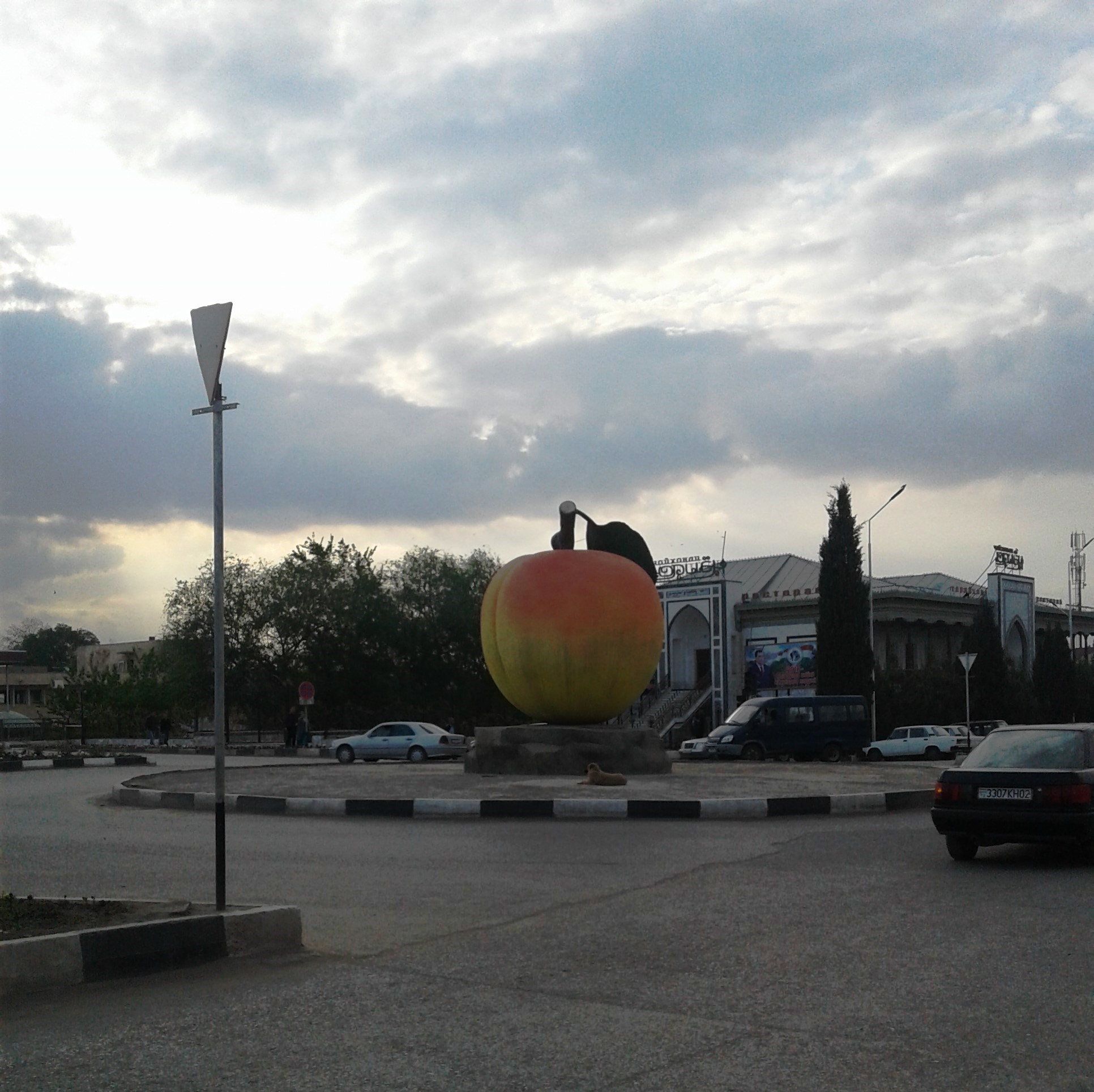
A város jelképe a kajszibarack a város főterén

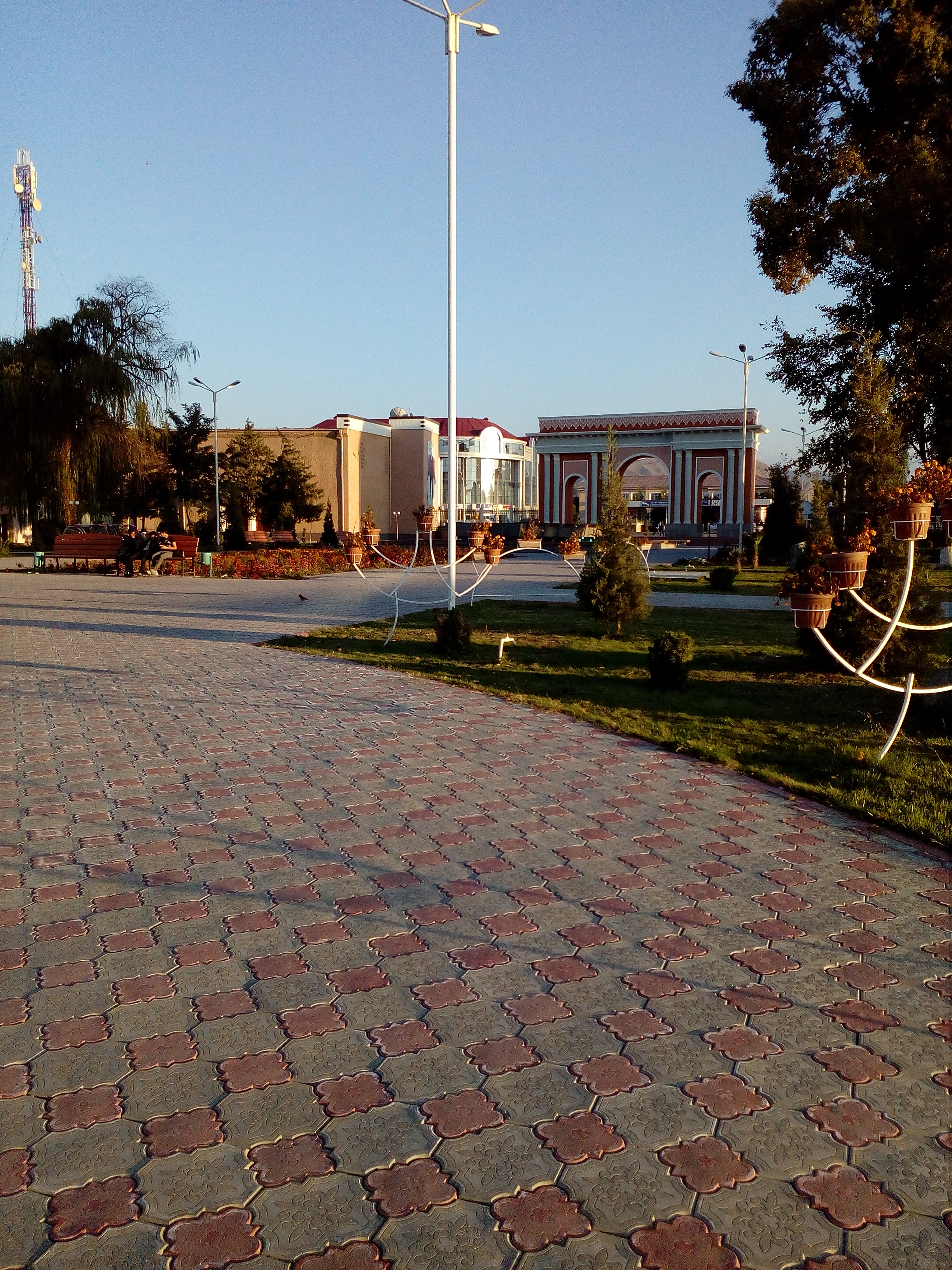
Parkrészlet

Iszfara városa a Fergána-völgy délnyugati részén, 863 méter tengerszint feletti magasságban található, az Iszfara folyó sekély mélyedésében. A síkságot három oldalról sziklás és nem lakott hegyek veszik körül, ritka füves növényzettel, 1500 és 2500 méter közötti magasságban. Az Iszfara környékének fő terménye a sárgabarack. 2010-ben a barackfákkal beültetett terület már 6683 hektárra nőtt, mely gyümölcsfák hektáronként öt-nyolc tonna termést eredményeznek.
Az Iszfara-völgy Közép-Ázsia egyik legsűrűbben lakott régiója. A mező öntözéséhez azonban nincs elegendő víz. Egy másik mezőgazdasági völgy Iszfarától a folyó egy mellékfolyama mentén kelet felé húzódik. 
Iszfara Hudzsand tartományi székhelytől mintegy 90 kilométerre található. Konibodom északnyugati városától kezdve Iszfara vagy egy 28 kilométeres, jó aszfaltfelületű közvetlen úton halad, amely áthalad a lakatlan száraz területeken, vagy egy kissé rosszabb úton keletre az Iszfara-völgyben. Ezen az útvonalon Hudzsand távolsága 107 kilométer. A kirgizisztáni határátkelőhely néhány kilométerre keletre a Kyzyl-Bel kirgiz faluban található, a batkeni úton.
Iszfara kerület, amelynek területe 831,9 négyzetkilométer, magában foglalja a Woruch enklávét. Északon a Konibodom kerülettel, keleti részén Üzbegisztánnal, délen pedig Kirgizisztánnal határos. A 2002-ben összesen 202 600 lakosú kilenc körzet (kerület, dzhamoat): Kulkent, Navgilem, Chonabod (Khonabad), Lakkon, Chilgasi (Chilgazi), Surch (Surkh), Chorku, Woruch és Shahrak.

## Éghajlat
Az éghajlat száraz, kontinentális, átlagos hőmérséklete -7 °C januárban és 25 °C júliusban. A csapadék éves átlaga 200 milliméter.

## Régészet
Isfara környékén, a mai mezőgazdasági földterület szélén 70 kurgánt találtak, amelyek az e. II. Századból valók A temetkezési halmok alá a terület egykori lakói AD első századokig temették el halottait A halmok körülbelül 50 cm magas kavics és homok felépítésűek, átmérőjük 6-9 méter, a halmok a völgy szélén fekvő dombon öt-tíz méter távolságra jöttek létre. 

## Története
Iszfara Közép-Ázsia egyik legrégebbi városa. A 7. században itt élt Saifi Isfarangi költő, akinek tadzsik nyelvű írása több mint 12 000 sort tartalmaz. A. Tabári (839-923) perzsa történész említi Iszfárát. A 9. és 10. századi muszlim földrajztudósok szerint a Fergána-völgy egyes részein, például Asbara-ban szogd nevek szerepeltek. Ezen kívül volt egy török lakosságcsoport is. A perzsa szamanidákat a karakanidák török dinasztiája követte a 11. században. A 12. századtól megőrizték a karachanidák épületeit és sírköveit, ideértve egy 1041-es keltezésű arab feliratot Woruch-ban. Iszfara abban az időben kereskedelmi pont volt az Északi Selyem úton. A 10. századtól a Chokuh mecsetében maradtak fenn az ország legfontosabb középkori faragványai.
Az Indiában található Mogul Birodalom alapítója, Bábur mogul sah (1482-1530), aki a Fergána-völgyből érkezett, emlékirataiban (Baburnama) az Iszfara régió lakosait perzsa nyelvű Sarts-ként (Tádzsik néven) írta le. A 16. és 17. században számos mecset és madrassza épült a városban. Az 1750-es években a Ming-dinasztia üzbég uralkodói meghódították a Fergánaiakat a kínai Csing-dinasztia elleni harcban.
A mai Tádzsikisztán és Üzbegisztán területe 1868-ban orosz gyarmat lett új adminisztratív határokkal. Fergána tartományban, a törökországi kormányzóságon belül ma már Andijon, Kokand, Marg'ilon, Namangan, Osh, Chust és a Chemion körzet szerepel, amelyet 1879-ben neveztek át Iszfara-ban. A földrajzi, etnikai és egyéb létező struktúrák alig játszottak szerepet az átszervezésben. Az 1925-ben elfogadott határváltozás a tádzsikok többségét hozta a Khudschand (jelenleg Sugd) régióba, Nyugat-Fergánában, amely Khufschand városaiból áll, Iszfara, Konibodom és Asht községtől északra.
Az orosz bevándorlók által támogatott Iszfara-völgy a 19. század végétől virágzó mezőgazdasági központtá vált. 1953-ban megkezdődött Iszfara belvárosi terjeszkedése. Az 1950-es években országszerte építettek ipari gyárakat; Az 1960-as évek elején ez a program magában foglalta az elektromágnes gyárat Iszfarában. A viszonylag jól fizetett munka Oroszországból és Ukrajnából is vonzott munkásokat. Jelentős munkáltató volt a hidrometalurgiai kombinát is, miután az 1990-es évek elején bezárt, működését 2014 tavaszán kellett volna folytatnia. Az 1960-as években az iszfarai repülőtér megnyitása szolgálja a gazdasági fellendülést, mivel annak ellenére, hogy az 1959-ben befejezett hegyi út Taskenttől és Angrentől Kokandig tartott, a Fergána-völgy még mindig rosszul fejlesztett volt. A repülőtér üzemeltetését források hiánya miatt a függetlenség után megszüntették.
Iszfara-völgyben található a legrégibb közép-ázsiai barnaszén-lelőhely, amelyet Schurab Depot néven ismernek, és amelyet 1902-től napjainkig használnak fel.

## A mai település
Iszfarának az 1989-es népszámláláskor 34 000 lakosa volt, a 2000. évi népszámláláskor a lakosság száma 37 000-re nőtt, míg a számítások szerint 2008-ban már 40 600 lakos élt itt. 
A város központjában egy nagy áruház, szomszédjában, a folyó keleti partján pedig a piac található, a piacterülettel pedig a minibuszok (Marschrutkas) buszmegállója határos, melynek forgalma Khujandba és a környező falvak felé ieányul. A folyó mentén észak-dél felé futó főutca mentén számos étterem és üzlet található. A városnak van szállodája és egy internetes kávézója is. A helyi állomás az áruszállítást szolgálja ki. 2008-ban 36 000 tonna szárított gyümölcsöt (főleg sárgabarack) és több mint 4000 tonna konzervet szállítottak innen Oroszországba. 

## Nevezetességek

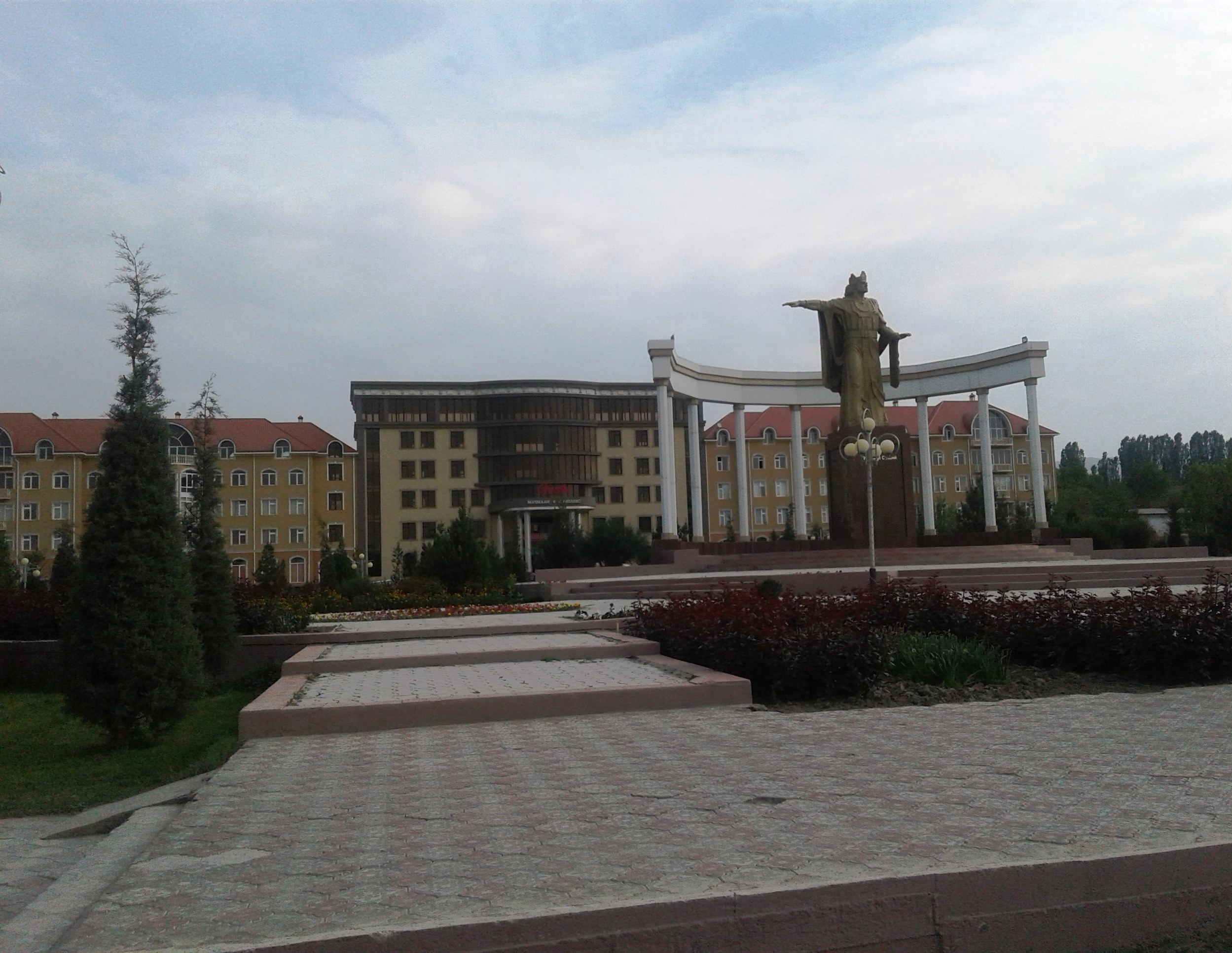
Iszfara látképe

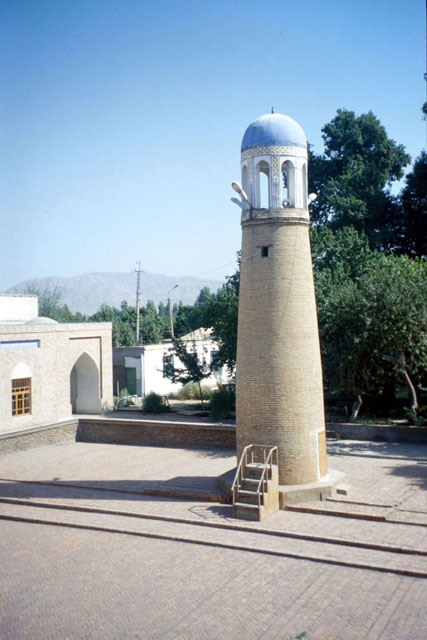
Abdullo Khan-mecset

- Történelmi múzeum - a mikrobusz állomás közelében, a Navgilem felé vezető úttól keletre található, amely a környék történetét mutatja be.
- Abdullo Khan-mecset - a város közismert látványossága a 16. századi épület, mely a Navgilem kerületben található, három kilométerre a központtól. Az üzbég Abdullah Khan (1533-1598) volt a Scheibanid- dinasztia utolsó kánja . A látogató az utcáról egy portálon keresztül egy nagy udvarra lép be, amelynek közepén egy 19. századi tégla minaret áll. A téglalapból épített mecset, amelynek kupolája a téglalap alakú imaterem közepén van, teljesen helyreállítva. Homlokzata, amely egy központi portál felé irányul, fehérre festett belső tere teljesen dísztelen. Az udvar körül fennmaradó épületek a Koránt hallgatók elhelyezésére szolgáltak. Az udvar hátsó kertjén keresztül egy patak kanyarog.

- Mauzóleum- mely mindössze 200 méterretalálható az Abdullo Khan mecsetétől a városközpont felé egy történelmi épületben, egy kis múzeummal. Tornácát színes faragványok díszítik.

- 19. századi mecset - a központtól fél kilométerrel keletre, a Navgilem felé vezető úton egy magas burkolat mögött rejtőzik, nyitott előcsarnokkal, négy faragott faoszloppal megtámasztva, mennyezete művészileg festett. Ez a forma jellemző a hagyományos teaházak (Choichona) faporttáljaira is.

- Hodzhyn-mecset - a 18. századi Hodzhyn-mecset a város legnagyobb mecsetje, és állítólag péntekenként akár 10 000 embert is befogad. Az udvarát nagy fák veszik körül. A famennyezetének festményeit gondosan helyreállították. 1993-ban egy 30 méter magas minaret is épült.

## Galéria

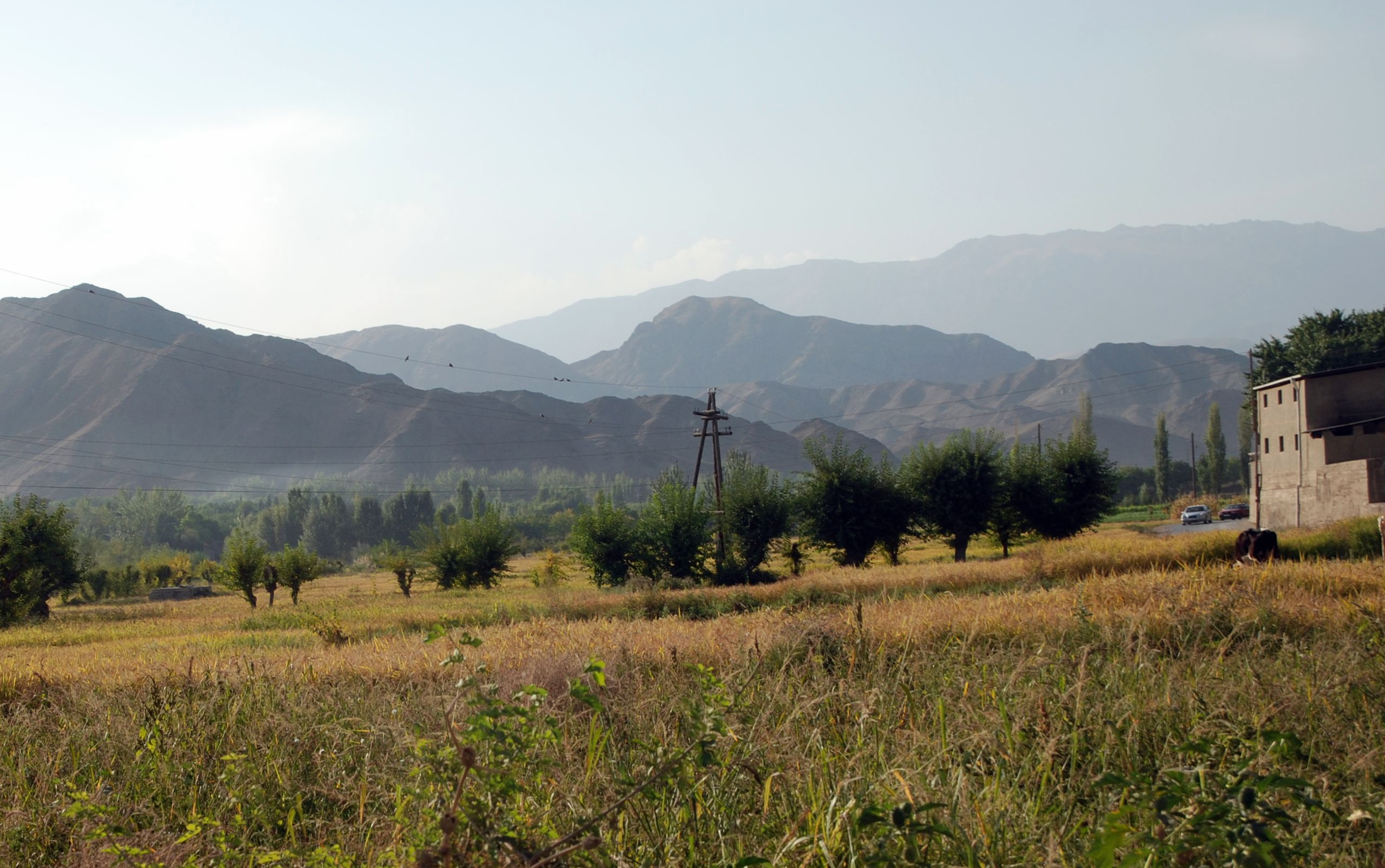
Táj Iszfara környékén
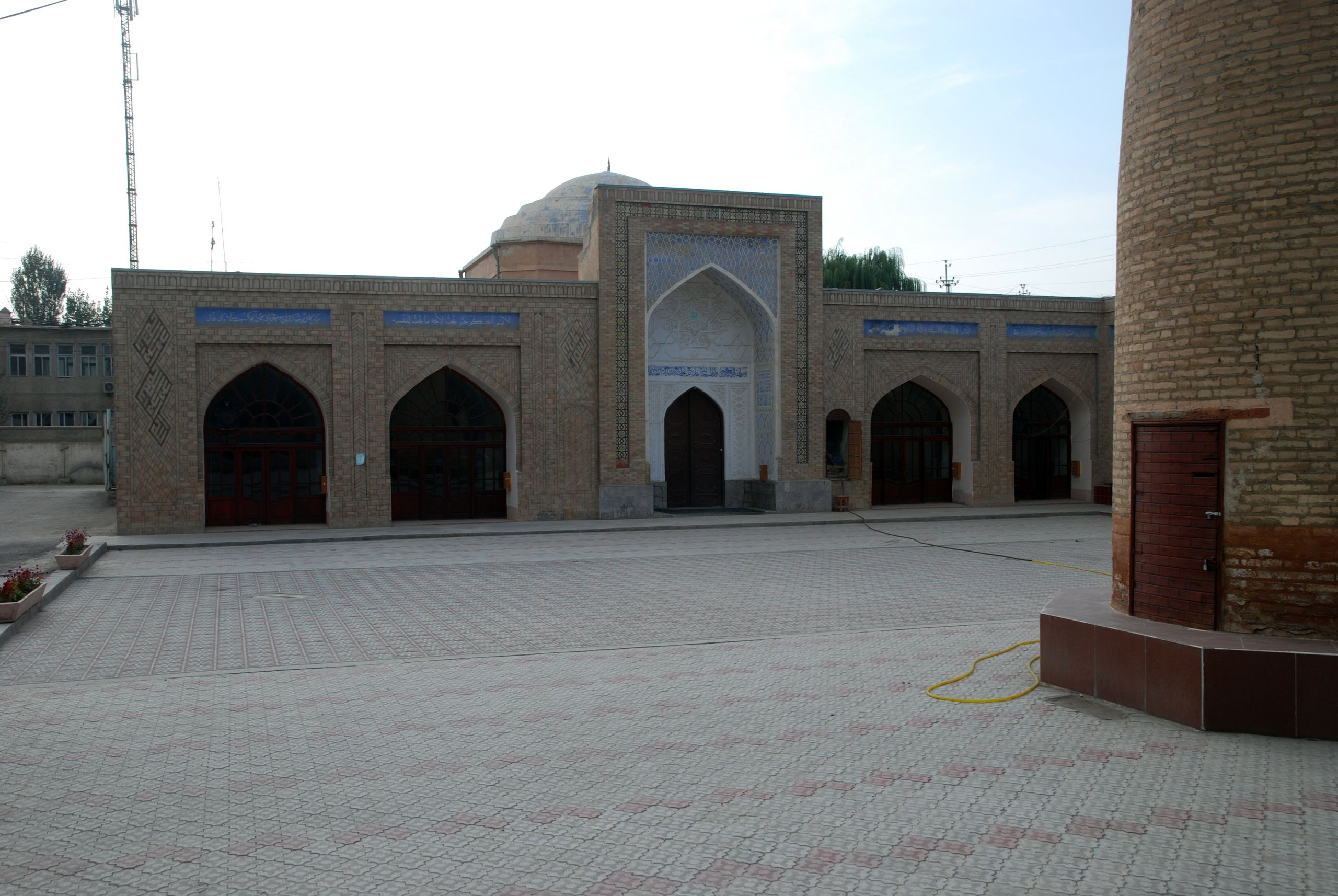
Abdullo Kán mecset
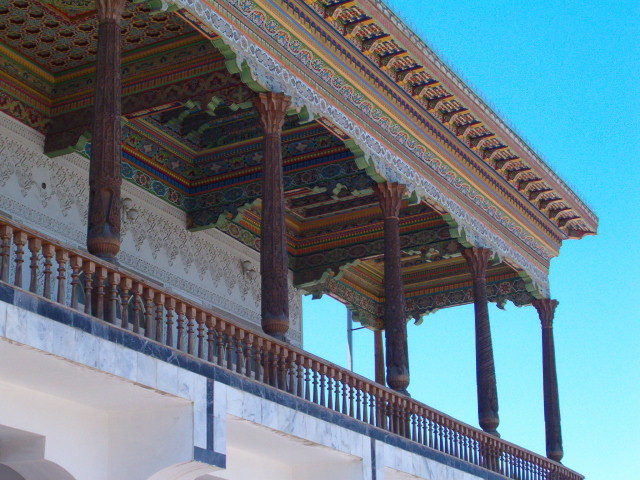
Teaház részlete, Iszfara
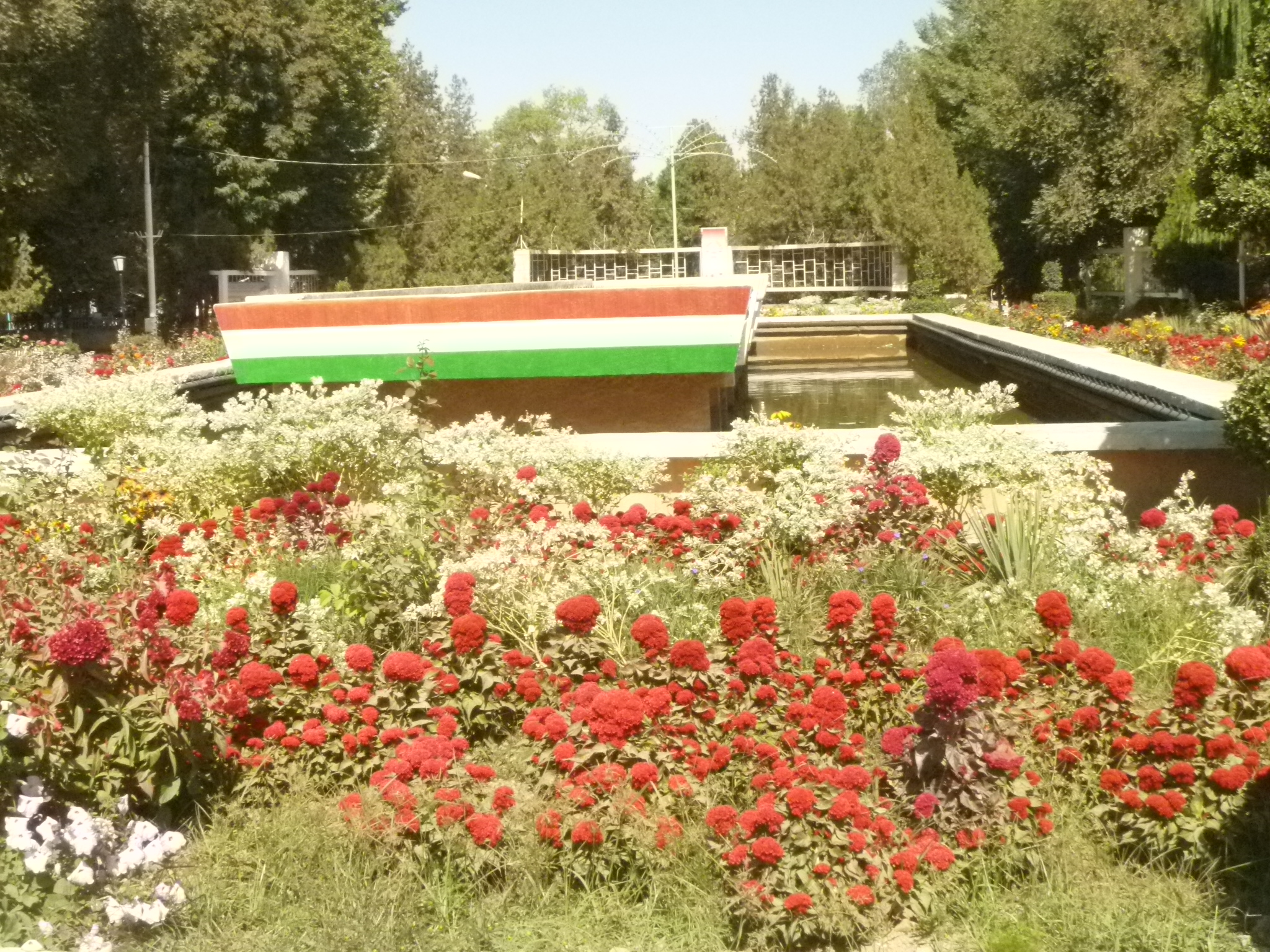
Park, Iszfara

## Itt születtek, itt éltek
- Saifi Isfarangi költő itt élt a 7. században, akinek tadzsik nyelvű írása több mint 12 000 sort tartalmaz.
- Erkinchon Rahmatullozoda (született 1953-ban), diplomata

## Fordítás
- Ez a szócikk részben vagy egészben  az   Isfara című német Wikipédia-szócikk ezen változatának fordításán alapul.  Az eredeti cikk szerkesztőit annak laptörténete sorolja fel. Ez a jelzés csupán a megfogalmazás eredetét és a szerzői jogokat jelzi, nem szolgál a cikkben szereplő információk forrásmegjelöléseként.

1. ↑  https://web.archive.org/web/20221010195817/https://stat.tj/storage//1.01.2022.pdf